# Lucciana Pérez Alarcón
Lucciana Pérez Alarcón (Lima, 8 maggio 2005) è una tennista peruviana.

## Carriera
Lucciana Pérez Alarcón ha vinto 4 titoli in singolare e 5 titoli in doppio nel circuito ITF in carriera. Il 6 novembre 2023, si è piazzata in singolare al 1071º posto nel ranking WTA, mentre il 9 ottobre 2023 ha raggiunto la 953ª posizione nel ranking di doppio.
Ha raggiunto la finale agli Open di Francia 2023 - Singolare ragazze, dove è stata sconfitta dalla russa Alina Korneeva con il punteggio di 7-6(4), 6-3.
Nel 2023 ha ricevuto un Grand Slam Player Development Grant da parte dell'ITF. Ha rappresentato il Perù durante la Billie Jean King Cup nell'aprile 2023, partecipando sia nel singolare sia nel doppio nelle sfide contro il Cile, Colombia, Bolivia, Argentina e Guatemala nella Billie Jean King Cup Americas Zone. Nel suo incontro di debutto in singolare contro la cilena Fernanda Labraña ha vinto in due set. Ha vinto tutti i suoi cinque incontri di singolare, mentre nel doppio ha ottenuto quattro vittorie e due sconfitte.

## Circuito WTA 125

### Doppio

#### Sconfitte (1)
| N. | Data             | Torneo          | Superficie  | Compagna       | Avversarie in finale      | Punteggio   |
| 1. | 18 novembre 2023 | LP Open, Colina | Terra rossa | Daniela Seguel | Julia Lohoff Conny Perrin | 6(4)-7, 2-6 |

## Statistiche ITF

### Singolare

#### Vittorie (4)
| Torneo $100.000 (0) |
| Torneo $80.000 (0)  |
| Torneo $60.000 (0)  |
| Torneo $40.000 (0)  |
| Torneo $25.000 (3)  |
| Torneo $15.000 (1)  |

| N. | Data           | Torneo                        | Superficie  | Avversaria in finale    | Punteggio   |
| 1. | 14 luglio 2024 | Women's Luján, Luján          | Terra rossa | Luisina Giovannini      | 7-5, rit.   |
| 2. | 11 agosto 2024 | Women's Chacabuco, Chacabuco  | Terra rossa | Alice Tubello           | 6-2, 6-4    |
| 3. | 13 luglio 2025 | Circuito Banco BRB, Rio Claro | Terra rossa | Miriana Tona            | 6-1, 6-2    |
| 4. | 20 luglio 2025 | Circuito Banco BRB, San Paolo | Terra rossa | Maria Florencia Urrutia | 7-6(7), 6-3 |

#### Sconfitte (4)
| Torneo $100.000 (0) |
| Torneo $80.000 (0)  |
| Torneo $60.000 (0)  |
| Torneo $40.000 (0)  |
| Torneo $25.000 (1)  |
| Torneo $15.000 (3)  |

| N. | Data             | Torneo                                 | Superficie  | Avversaria in finale | Punteggio     |
| 1. | 9 giugno 2024    | Ano IV Copa Feminina de Tênis, Maringá | Terra rossa | Jazmin Ortenzi       | 4-6, 3-6      |
| 2. | 21 luglio 2024   | Women's Luján, Luján                   | Terra rossa | Luisina Giovannini   | 6-1, 2-6, 4-6 |
| 3. | 4 agosto 2024    | Women's Los Lagartos, Pilar            | Terra rossa | Solana Sierra        | 6-2, 2-6, 1-6 |
| 4. | 17 novembre 2024 | Women's Neuquén, Neuquén               | Terra rossa | Luisina Giovannini   | 0-6, 1-6      |

### Doppio

#### Vittorie (5)
| Torneo $100.000 (0) |
| Torneo $80.000 (0)  |
| Torneo $60.000 (0)  |
| Torneo $40.000 (1)  |
| Torneo $25.000 (1)  |
| Torneo $15.000 (3)  |

| N. | Data             | Torneo                                 | Superficie  | Compagna                  | Avversarie in finale                          | Punteggio        |
| 1. | 12 novembre 2022 | Lima Copa Federación, Lima             | Terra rossa | Anastasia Iamachkine      | Romina Ccuno María Camila Torres Murcia       | 6-2, 6-4         |
| 2. | 8 giugno 2024    | Ano IV Copa Feminina de Tênis, Maringá | Terra rossa | Jazmin Ortenzi            | Camilla Bossi Letícia Garcia Vidal            | 6-2, 6-1         |
| 3. | 13 luglio 2024   | Women's Luján, Luján                   | Terra rossa | Jazmin Ortenzi            | Romina Ccuno María Florencia Urrutia          | 6-4, 7-5         |
| 4. | 24 agosto 2024   | Arequipa Open Copa Engie, Arequipa     | Terra rossa | Jazmin Ortenzi            | Tiantsoa Sarah Rakotomanga Rajaonah Lian Tran | 5-7, 6-3, [10-1] |
| 5. | 19 luglio 2025   | Circuito Banco BRB, San Paolo          | Terra rossa | Marian Gómez Pezuela Cano | Dang Yiming You Xiaodi                        | w/o              |

#### Sconfitte (5)
| Torneo $100.000 (0) |
| Torneo $80.000 (0)  |
| Torneo $60.000 (0)  |
| Torneo $40.000 (0)  |
| Torneo $25.000 (1)  |
| Torneo $15.000 (4)  |

| N. | Data              | Torneo                                    | Superficie  | Compagna         | Avversarie in finale                         | Punteggio |
| 1. | 30 settembre 2023 | The DVDM Shipyard Cup, Hilton Head Island | Terra verde | Wakana Sonobe    | Hsu Chieh-yu Mia Yamakita                    | 2-6, 5-7  |
| 2. | 1º giugno 2024    | Ano IV Copa Feminina de Tênis, Rio Claro  | Terra rossa | Jazmin Ortenzi   | Rebeca Pereira Camila Romero                 | 3-6, 1-6  |
| 3. | 21 luglio 2024    | Women's Luján, Luján                      | Terra rossa | Romina Ccuno     | Luisina Giovannini Marian Gómez Pezuela Cano | 0-6, 2-6  |
| 4. | 11 agosto 2024    | Women's Chacabuco, Chacabuco              | Terra rossa | Jazmin Ortenzi   | Luisina Giovannini Marian Gómez Pezuela Cano | w/o       |
| 5. | 15 novembre 2024  | Women's Neuquén, Neuquén                  | Terra rossa | Fernanda Labraña | Luisina Giovannini Marian Gómez Pezuela Cano | 3-6, 4-6  |

## Grande Slam Junior

### Singolare

#### Sconfitte (1)
| Tornei del Grande Slam  |
| ----------------------- |
| Australian Open (0)     |
| Open di Francia (1)     |
| Torneo di Wimbledon (0) |
| US Open (0)             |

| N. | Data           | Torneo                  | Superficie  | Avversaria in finale | Punteggio   |
| 1. | 11 giugno 2023 | Open di Francia, Parigi | Terra rossa | Alina Korneeva       | 6(4)-7, 3-6 |